# 2022年2—3月深圳市2019冠状病毒病聚集性疫情
2022年2－3月深圳市2019冠状病毒病聚集性疫情或2022年2－4月深圳市2019冠状病毒病聚集性疫情，期间发生的全市封锁事件也被称作深圳封城，是指自2022年2月13日在广东省深圳市发生的2019冠状病毒病本土聚集性疫情，也是深圳市于2022年发生的第三波本土疫情，主要两条传染链为“0213”疫情和“0215”疫情。2月13日，深圳市在光明区新湖街道入境旅客隔离酒店工作人员例行检测中发现1例确诊病例，之后出现多例密切接触者感染，官方称“0213”疫情；2月15日，深圳市在重点人员例行核酸检测中，发现1例确诊病例，该病例之后出现多例与其有关的感染者，2月20日之前以龙岗新增为主，2月20日之后以福田、南山新增为主。官方称此传染链为“0215”疫情。在之后的流调中发现龙岗区某供应链公司违反疫情防控管理规定开展境外电商货物转运业务并进行跨境货物运输作业，相关员工已被隔离，公安机关也依法对该公司及相关责任人立案侦办。受此次疫情影响，深圳多地开展核酸检测，进入小区及场所须持核酸检测阴性证明。除此之外，本轮疫情亦被确认外溢至惠州市大亚湾区、韶关市武江区、珠海市珠海高新区、东莞市樟木头镇、塘厦镇、湖南省湘潭市、长沙市、江苏省苏州市和浙江省绍兴市。2022年4月1日，深圳全域为低风险地区，实现社会面“动态清零”。

## 背景
深圳市是粤港澳大湾区的中心城市之一，南与香港接壤，是重要的口岸及外贸城市，防止境外疫情输入的任务重、压力大。与此同时，香港的第五波疫情持续，深圳口岸也检测出多名跨境货车司机核酸检测阳性的个案，除对跨境运输造成影响外，亦会影响深圳市的疫情防控工作。

## 确诊概况

### “0213”疫情
2月13日，深圳市在光明区新湖街道入境旅客隔离酒店工作人员例行检测中发现1例确诊病例，该病例在1月30日以来处于闭环管理状态，1月30日至2月11日核酸检测均为阴性，2月13日初筛及复核均为阳性。2月14日新增2例确诊病例，均为该病例的密接者、入境旅客隔离酒店工作人员。截至2月18日，“0213”疫情累计报告确诊病例15例。

### “0215”疫情
2月15日，深圳市在重点人员例行核酸检测中，发现1例确诊病例，居住地和工作地均在罗湖区。之后又发现多名核酸阳性人员，2月20日之前以龙岗新增为主，2月20日之后以福田、南山新增为主。2月26日，国家卫健委疾控局副局长吴良有26日在国务院联防联控机制新闻发布会上介绍本轮疫情概况，称深圳疫情点多面广，传播链条复杂，社区传播和外溢的风险较高。而绝大多数病例是在集中隔离管控的密接者、重点人群或重点区域中发现。3月12日，深圳市疾控中心副主任冯铁建介绍，本轮疫情是深圳2020年以来面临的最严峻、最复杂的疫情。3月14日举行的深圳市疫情防控新闻发布会上通报，深圳报告的病例数再次出现波动，在重点区域、重点人群和社区检查中发现的病例数也在持续上升，并且出现了城中村、工厂等多个局部小规模聚集性的疫情，提示存在较高的社区扩散风险。

#### 外市关联个案
3月4日，广东省惠州市大亚湾区新增1例确诊病例，该病例工作地位于深圳罗湖区南湖街道，为惠深两地通勤人员，与该传染链有关联。
3月12日，湖南省湘潭市湘潭高新区新增1例确诊病例，该病例于3月9日从福田站乘坐G6014次高铁到达株洲西站，随后乘坐私家车到达湘潭高新区。
3月13日，江苏省苏州市相城区报告无症状感染者1例，该病例系深圳市某企业工作人员，居住在深圳市南山区某小区，3月12日下午乘坐航班抵达苏南硕放国际机场，按规定接受例行核酸检测，后由相城区某企业派车接到苏州。
3月14日，湖南省长沙市在省外来长人员中检出1例确诊病例，该病例于3月13日乘坐G1010次列车于14：28抵达长沙南站。
3月15日，广东省韶关市武江区在对中高风险地区返韶人员主动排查中发现1例确诊病例，该病例于3月11日自行驾车从深圳返回韶关。另外，苏州市在集中隔离点筛查发现1例自深圳来苏州的无症状感染者的密接者诊断为无症状感染者，系深圳市某企业工作人员；浙江省绍兴市柯桥区对集中隔离点人员例行健康监测时发现其中一名隔离人员核酸检测结果呈阳性，该人员从深圳乘坐CA1736航班于3月14日凌晨到达萧山机场，后乘坐网约车返回柯桥街道红丰社区和谐家园11幢家中。长沙市在管同行人员中检出1例核酸阳性，该病例为8岁女童，系3月14日通报的深圳来长确诊病例同行人员（亲属关系）。
3月16日，广东省珠海市珠海高新区唐家湾镇新增1例本土新冠肺炎确诊病例，该病例于3月13日晚上乘坐私家车从深圳到达珠海公司宿舍，3月15日被深圳市福田区疾控中心判定为密切接触者。
3月29日，广东省东莞市新增2例本土无症状感染者，其中樟木头镇1例，系深圳市罗湖区某公司负责人，3月28日在外市返莞重点人员例行检测中初筛结果呈阳性，3月29日诊断为新冠肺炎无症状感染者；塘厦镇1例，系深圳市南山区某公司员工，为樟木头镇新增阳性个案的密切接触者，3月29日在集中隔离发现。

## 溯源调查
2月19日，深圳市卫健委通报，深圳市疾控中心已完成“0213”疫情病例1-14的病毒全基因组测序，结果均为奥密克戎变异株（BA.2进化分支）。病例1-14的病毒序列变异位点一致，结合流行病学调查，提示为同一传播链；病例15的基因测序工作正在进行中。而“0215”疫情相关病例的毒株亦为奥密克戎变异株（BA.2进化分支），所发现的194例病例基因测序结果均为奥密克戎变异株（BA.2进化分支）。

## 反应

### 广东省

#### 深圳市

##### 分区防疫
本轮疫情中，深圳市继续沿用分区防疫策略，划定多个中风险地区。2月15日，东门街道新园路明华广场1至6楼(含6A与M层)商业区划为中风险地区。截至4月1日，深圳全域为低风险地区。
| 区     | 街道（及范围）                                  | 调整日期                                      |
| ------ | ----------------------------------------------- | --------------------------------------------- |
| 罗湖区 | 东门街道新园路明华广场1至6楼(含6A与M层)商业区   | 低风险→中风险：2月15日 中风险→低风险：3月2日  |
| 罗湖区 | 桂园街道华瑞大厦B座（不含底商）                 | 低风险→中风险：2月23日 中风险→低风险：3月9日  |
| 罗湖区 | 南湖街道春风路2026-6号向西花园向贵楼6至23楼住宅 | 低风险→中风险：3月4日 中风险→低风险：3月18日  |
| 罗湖区 | 南湖街道沿河南路1070号罗湖金岸2栋5-33层住宅     | 低风险→中风险：3月13日 中风险→低风险：3月31日 |
| 龙岗区 | 坂田街道马安堂社区侨联东10巷1号顺兴楼           | 低风险→中风险：2月16日 中风险→低风险：3月5日  |
| 龙岗区 | 坂田街道中兴路高时石材B区A钢构厂房              | 低风险→中风险：2月16日 中风险→低风险：3月5日  |
| 南山区 | 招商街道爱榕园18栋                              | 低风险→中风险：2月27日 中风险→低风险：3月13日 |
| 南山区 | 蛇口街道雷公岭村15号                            | 低风险→中风险：2月27日 中风险→低风险：3月13日 |
| 南山区 | 南山街道南园村正五坊第17号                      | 低风险→中风险：3月13日 中风险→低风险：3月25日 |
| 南山区 | 桃源街道欧陆经典花园2栋2单元                    | 低风险→中风险：3月13日 中风险→低风险：3月25日 |
| 宝安区 | 松岗街道沙浦洋涌工业区6路3号                    | 低风险→中风险：3月5日 中风险→低风险：3月20日  |
| 宝安区 | 燕罗街道罗田北区234号                           | 低风险→中风险：3月5日 中风险→低风险：3月20日  |
| 福田区 | 园岭街道百花七路2号                             | 低风险→中风险：3月12日 中风险→低风险：3月27日 |
| 福田区 | 香蜜湖街道金众街23号金众小区36栋                | 低风险→中风险：3月12日 中风险→低风险：3月25日 |
| 福田区 | 福田街道福田南路7号皇御苑9栋                    | 低风险→中风险：3月12日 中风险→低风险：3月25日 |
| 福田区 | 沙头街道滨河大道9001号新洲大厦A栋               | 低风险→中风险：3月12日 中风险→低风险：3月26日 |
| 福田区 | 福保街道桂花路11号帝港海湾豪园D座               | 低风险→中风险：3月12日 中风险→低风险：3月25日 |
| 福田区 | 福保街道菩提路216号点彩人家28栋                 | 低风险→高风险：3月13日 高风险→低风险：3月26日 |
| 福田区 | 沙头街道上沙社区塘晏村7巷5号                    | 低风险→中风险：3月16日 中风险→低风险：4月1日  |

此外，深圳市在感染者住所及工作地划定封控区、管控区和防范区，目的是有效管控可能存在风险的重点人群，阻断病毒的传播。为方便市民快速了解周边封管控情况，腾讯地图也推出“深圳疫情管控地图”，可查看全市范围内“三区”的分布情况。

##### 核酸检测
随着封控、管控区的增加，深圳市内的罗湖、福田、南山等重点区也开展了多轮大规模核酸检测；此外深圳在全市范围内设立了多个核酸采样点。福田区还建立了PCR移动方舱实验室，单日最大检测量可达10万管，每日最大检测量可达100万人次。当地也安排志愿者上楼巡查「管控區」、「防範區」居民的核酸檢測情況，如果查到未做核酸的居民則督促其下樓檢測，或備註原因。一些社區的居民需連續四天四檢。对于已完成全员核酸检测的人员，社区工作人员会发放贴纸，部分社区发放的贴纸带有北京冬奥会吉祥物冰墩墩图案，后期又出现了带有北京冬残奥会吉祥物雪容融图案的贴纸。
為方便市民就近測核酸，深圳市衛健委已緊急開發「核酸點一鍵查」服務（便民核酸採樣點管理系統）。

##### 日常生活
本轮疫情中，深圳市多个区出台措施保障封控管控区居民的正常生活。其中，福田区动员辖区餐饮企业，为封控区、管控区居民提供款式丰富的餐品，在3月1日累计提供23.8万份餐品；建立13个医疗服务保障点，为“三区”提供电话、驻点保障、上门服务、闭环转诊的全链条医疗救治；将封控区、管控区病人的隔离病房增至110间。深圳市商务局联同各区商务主管部门认定20多家商超企业和生鲜电商作为重点保供企业，在封控区、管控区、防范区的运输配送、绿色通行和网点布局，保障基本生活必需品供应网络通畅。而批发市场的商品储备量较为充足，可以满足居民生活消费需求，市场价格稳定。对于已经划定为防范区的区域则实行“强化社会面管理，严格限制人员聚集”的政策，非生活必需密闭场所暂停开放，各类公共场所落实限量、预约、错峰、间距1米要求，餐饮场所禁止堂食，可提供到店自取、外卖送餐服务。所有非生活必需的商贸服务、娱乐场所、商铺、群众性健身文化活动场所、学生儿童托管机构、线下教育培训机构等暂时停业。
2月22日，福田区发布通告，全区非生活必需密闭场所暂停开放。暂停举办大型聚集性活动，严控群体性活动，减少人员聚集。3月3日，福田区福田街道发布通知称，即日起辖区所有餐饮场所暂停堂食供应，并指出经监管部门警告仍不整改的，责令停业整顿。3月12日起，深圳各区发布通告，各餐饮单位暂停堂食，网吧、酒吧、电影院等非生活必需密闭场所关闭，机关企事业单位非必要人员原则上居家办公5天。福田、罗湖、南山、盐田、宝安连续4天“每日一检”，出入公共场所要求“24小时核酸阴性”或当天采样记录。
因本轮疫情病例范围覆盖深圳多个区，福田區、南山區、龍崗區等相繼發出進一步強化疫情防控工作有關措施通告，附近小區進出均需憑24小時核酸陰性報告。部分市辖区要求进出社区小区、城中村、企事业单位及经营场所须持48小时内核酸检测阴性证明或当日核酸采样凭证才能进入，外卖、快递、配送、保安、保洁、家政等行业人员需严格落实行业核酸检测要求，定期进行全员检测，凭48小时内核酸检测阴性证明接单。3月6日，48小時內核酸檢測陰性證明要求扩大至全市，市民進入居民小區、城中村和各類公共場所均需出示。深圳市已在小区和城中村的出入口安装“电子哨兵”设备。核验时，市民将脸部对着屏幕，然后将打开的粤康码或深i您健康码对准扫码区后即可完成核验。如系统出现健康码异常会自动报警，同时支持24/48小时内核酸检测阴性证明等多种放行条件。
文旅场所方面，受本轮疫情影响，深圳市多个景点场所暂停开放。正常开放的景区则要求游客需提供24/48小时内核酸阴性证明。此外，深圳市多个文化场馆临时闭馆暂停开放，正常开放的文化场馆则要求入场人士需提供24/48小时内核酸阴性证明。而深圳市“图书馆之城”统一服务平台则对全市各图书馆的还书日期统一延期，对应还日期为2月28日至3月30日的文献统一延期至3月31日。因疫情闭馆原因产生的逾期，免除滞还金。3月12日起，福田、罗湖、盐田、南山、宝安等区内的市属公园暂停游园。3月21日，除福田滨河南片区外，深圳全市公园、广场将逐步有序恢复开放。
因疫情形势严峻，3月13日，深圳市疫情防控指挥部发布通告，3月14日起，除保障市民生活和城市基本运行的公共服务类企业与保障香港供应企业之外，深圳全市所有企业一律居家办公，暂停生产经营活动。除保障市民基本需要的生活超市、药店、医疗机构、餐饮类企业（只提供外卖服务）之外，其他营业场所、门店一律停业。社区小区、城中村、产业园区实行封闭式管理。为了让更多市民居家抗疫，腾讯公司旗下的腾讯视频宣布所有深圳地区用户可免费领取7天的VIP会员，QQ音乐和全民K歌也宣布向所有用户赠送豪华绿钻（不带付费音乐包）和全民K歌VIP各7天，微信读书也为用户赠送7天无限阅读卡。3月15日，深圳各区陆续明确具体管制措施，其中福田、龙岗、龙华、坪山全域实行交通临时管制，车辆“凭证通行”，罗湖、南山、宝安、光明、大鹏、深汕实行封闭式管理。
3月18日，已实现社会面动态清零的盐田、坪山、光明、大鹏、深汕五区复工复产。3月21日，除福田滨河南片区外，深圳全市党政机关、企事业单位、生产经营单位恢复生产生活秩序，进出社区小区及公共场所须凭48小时核酸检测阴性证明，福田滨河南片区继续实行交通临时管制，除重点企业外暂停生产经营活动。3月28日，深圳全市（含福田滨河南片区）恢复正常生产生活秩序。4月5日，深圳全市非生活必需室内密闭场所有序开放，进出社区小区及公共场所须凭72小时核酸检测阴性证明。

##### 学校教育
2月18日，深圳市校园疫情防控工作专班发布通告称，高三年级学生2月21日返校，其他学段学生（含在园幼儿）暂不返校。除幼儿园和小学1－3年级外，其它学段可根据实际开展线上教学。这是深圳第二次受疫情影响推迟中小学返校时间。此外，深圳全市学生儿童托管机构、线下教育培训机构服务继续暂停。3月4日，深圳市教育局副局长邱成瑜在发布会上表示，全市高校及普通高中实行全封闭管理；所有在校的师生员工实行全员定期核酸检测；对因各种原因没有返校的学生，学校提供在线教学。
随着后续疫情形势平稳，4月2日，深圳市教育局发布返校时间安排：4月8日，高一、高二年级学生返校；4月11日，初三年级、高校毕业年级学生返校；4月18日，高校其他年级学生返校；初一、初二年级及小学、幼儿园学生返校时间由各区根据实际研究决定，不早于4月8日；师生返校后第一周核酸检测每天1检；第二周起在校期间核酸检测2天1检。4月5日，深圳全市学生儿童托管机构、线下教育培训机构有序开放。受疫情及初三学生返校时间推迟影响，深圳体育中考时间推迟至5月16日至5月30日（其中游泳考试时间为5月30日），考试项目由2021年的“一必考项目+一选考项目”改为“选考两项”，即学生在所有考试项目中任选两项参加考试。

##### 交通应对
对外交通方面，3月13日，深圳市疫情防控指挥部发布通告，3月14日起，离深须持24小时内核酸检测阴性证明。3月15日起，穗深城际铁路沿线车站暂停客运，广深城际动车组列车减少旅客列车开行。直至3月22日，穗深城际铁路逐步恢复运营。3月21日起，离深须持48小时内核酸检测阴性证明。4月6日起，离深须持72小时内核酸检测阴性证明。4月7日起，深圳航运集团恢复蛇口至澳门（外港、氹仔）航线的航班运营。
市内交通方面，深圳地铁调整车站运营计划。2月16日11时40分，2号线红树湾站暂停运营服务。当日19时45分，2号线红树湾站恢复正常运营。2月19日起，5号线杨美站、坂田站暂停运营服务。2月20日起，6号线上屋站、官田站恢复正常运营。2月23日，7号线上沙站、沙尾站及9号线下沙站暂停运营服务。2月24日起，1号线香蜜湖站暂停运营服务。3月4日，坂田站恢复运营。3月5日，杨美站恢复正常开放。3月9日，沙尾站、下沙站恢复运营。此外，深圳市途径已划定管控区的部分公交线路临时调整，包括甩站、停运。
3月3日起，乘坐市内公共交通工具（含地铁、公交、出租车、网约车、有轨电车等）的乘客须持有48小时内核酸检测阴性证明，或24小时内核酸采样凭证记录；进入交通场站及乘坐公共交通工具还须扫场所码并亮码（其中深圳地铁已经自3月2日起实行乘客出示48小时核酸阴性证明进站乘车的制度）。3月12日起，在福田、罗湖、南山、盐田、宝安5个区出入交通场站（机场、火车站、汽车站、客运码头、地铁站）及搭乘公共交通工具（常规公交、地铁、出租车、网约车）时，需出示24小时核酸阴性证明或当日核酸采样记录（须有前一天阴性记录），继续落实扫场所码并亮码。
因疫情形势严峻，3月14日起，除保障城市运行及供港物资货运的交通外，深圳全市公交、地铁停运，出租车、网约车继续运营。3月18日，已实现社会面动态清零的盐田、坪山、光明、大鹏、深汕五区的公交、地铁恢复运营，其中深圳地铁6号线长圳站至薯田埔站区段、8号线沙头角站至盐田路站区段恢复有限度运营。3月21日起，除封控区、管控区的站点外，深圳全市公交、地铁全面恢复运行，其中6号线上芬站、7号线上沙站和沙尾站、9号线下沙站暂不开放，乘坐公共交通工具须持有48小时核酸检测阴性证明。3月28日，福田滨河南片区公交、地铁全面恢复运行，上沙站、沙尾站、下沙站恢复运营。4月1日，上芬站恢复运营。4月5日起，乘坐公共交通工具须持有72小时核酸检测阴性证明。

##### 处置违法犯罪
2月23日，深圳市公安局龙岗分局发布情况通报称，深圳公安机关在开展疫情流调溯源时发现，某供应链公司违反疫情防控管理规定开展境外电商货物转运业务并进行跨境货物运输作业。事发后，该公司员工已全部按照防控规定进行隔离，所在相关区域已被采取管控措施并完成严格消杀。公安机关已依法对该公司及相关责任人以涉嫌妨害传染病防治罪立案侦办，并将依法作出处理。
2月27日，深圳市疫情防控新闻发布会上通报称，罗湖区在检查中发现辖区内某口腔门诊部在接诊患者时未按照要求同步核查患者核酸采样记录，已按照相关防疫规定对该机构立案调查。福田区在检查中发现49岁确诊病例曾某近期前往福田区荣超商务中心B座上班时，多次未佩戴口罩乘坐电梯。该大厦管理单位荣超物业管理公司未履行疫情防控主体管理责任，对曾某的行为未予以劝阻纠正，导致多位同梯人员及该楼栋工作人员面临病毒感染风险。福田区已按照相关防疫规定对荣超物业管理公司进行立案查处，对涉嫌违反传染病防治法的曾某进行调查。
3月1日，深圳市公安局宝安分局发布情况通报称，3月1日上午，有乘客在深圳市宝安区建安一路某公交站台干扰公交车运行。经警方调查，陈某任（男，37岁）乘坐公交车时拒绝佩戴口罩，并趁驾驶员对其劝导时突然启动车辆，导致车辆撞向路边隔离栏后停止，过程中无人员伤亡。陈某任因涉嫌危害公共安全已被警方刑事拘留。
3月11日，深圳市公安局南山分局发布情况通报称，南山区于3月9日发布疫情防控通告，对南山街道南山村、南园村、北头村连续4天实行“定格管理、足不出楼、错峰取物”的提级管理措施。通告发布后，符某强等人不遵守管控措施，翻墙出村，妨害社会管理。 警方已依法对符某强（男，29岁）、杨某宇（男，58岁）、梅某乐（男，36岁）等人违法行为立案调查。
3月12日，深圳市公安局福田分局发布情况通报称，福田区于3月10日发布疫情防控通告，对沙头街道某小区连续4天实行“足不出户、核酸上门、服务上门”的管控措施。通告发布后，家住该小区的朱某武（男，34岁）违反管控措施，煽动小区居民外出聚集。朱某武因扰乱公共秩序已被警方依法处以行政拘留处罚。
3月16日，一张带有“良民出入证”字样的防疫通行证图片在网络传播。对此，深圳市龙岗区吉华街道水径社区工作站回应情况不属实，真实原件文字为“居民出入证”。深圳市公安局龙岗分局已对违法行为人赵某波（男，53岁）以扰乱公共场所秩序依法作出行政处罚。
3月17日，深圳市公安局福田分局发布情况通报称，张某辉（男，51岁）在居家健康监测期间，违反防疫规定，多次外出，并使用他人身份信息和健康码参加聚集活动。3月13日，张某辉获悉核酸检测呈阳性后，谎报行程，隐瞒接触史，不配合流调工作。警方已对张某辉及提供身份信息协助其外出的李某兴（男，34岁）以涉嫌妨害传染病防治罪立案侦查。
3月20日，深圳市公安局宝安分局发布情况通报称，3月19日上午，孙某（男，37岁）在新安街道一核酸检测点吵闹，并将检测点塑料凳子踢至防疫工作人员身上。警方已以扰乱公共秩序依法对孙某处以行政拘留处罚。同日，深圳市公安局南山分局发布情况通报称，3月18日，蒋某桥（男，37岁）在南山区月亮湾花园核酸检测点违反防疫规定，持王某（男，31岁）核酸码代替王某进行核酸检测采样。警方以妨害社会管理依法对违法人员蒋某桥、王某处以行政拘留处罚。
3月22日，深圳市公安局宝安分局发布情况通报称，有网民在网络平台发布“宝安区一区域3月21日至3月28日继续居家隔离办公”的信息，经查该信息不属实。雷某（男，39岁）因散布谣言故意扰乱公共秩序被警方依法处以行政拘留处罚。
3月27日，深圳市人民检察院发布消息，自2022年1月以来，深圳检察机关办理涉疫案件提前介入15件77人，批捕4件7人，起诉8件14人，涉及妨害传染病防治罪、诈骗罪、销售伪劣产品罪、敲诈勒索罪等相关罪名。
3月28日，深圳市罗湖区人民检察院以涉嫌组织他人偷越国（边）境罪，依法对犯罪嫌疑人陈某（男，36岁）批准逮捕。经查，2月10日，陈某从深圳穿越边境铁丝网抵达香港打鼓岭，其与4名偷渡人员接头后，带领4人翻越边境铁丝网抵达深圳，后陈某等人被民警和边防武警查获。经查，4名偷渡人员均系非法进入香港打黑工的人员，因香港疫情严重便结伙偷渡，其中2名偷渡人员核酸检测呈阳性。 

##### 免职与问责
本轮疫情暴露部分政府官员存在履职不力、失职失责等问题。3月18日，经深圳市委、深圳市公安局党委和福田区委研究决定，免去黄文雅深圳市公安局党委委员、副局长职务；免去叶文戈福田区委常委、区政府副区长职务；免去江峰福田区政府副区长，市公安局福田分局党委书记、局长、督察长职务；免去马艳福田区政府副区长职务；免去张欣之深圳市公安局福田分局党委副书记、政委职务；免去姚泉百福田区卫生健康局党组书记、局长，区卫生工委书记职务；免去郑辉福田区沙头街道党工委书记职务；免去徐勇福田区沙头街道党工委副书记、办事处主任职务。

##### 其他
因本轮疫情由境外输入物品引发，加上深港两地跨境货运频繁，容易引发疫情传播。而随着香港第五波疫情的持续，深圳市也持续报告香港跨境司机在深确诊的个案，有多名香港跨境司机入境深圳后因违反疫情防控规定被查处。因此自3月1日起，深圳加强深港两地跨境货物运输的管理，实施定线定点全流程封闭运行。所有跨境货车司机凭24小时内核酸检测阴性证明入境，并于每日首次入境时采用快检（抗原或核酸）和常规核酸双检测，在指定住宿点住宿期间核酸检测每天1检；在入境口岸核酸检测为阳性的跨境货车司机（包括被内地卫健疾控部门判定为密切接触者和次密切接触者），自确定之日起21天内不得入境；经批准纳入入境豁免人员名单的跨境货车司机赋予粤康码黄码，司机入境后须严格按照申报轨迹闭环管理，禁止进入内地社区及公共场所。此外，跨境司机驾驶货运车辆入境前需如实申报作业信息，严格按申报的往返时间、口岸出入境，按指定的运输路线行驶，并需按规定张贴深港跨境运输车辆专用标识。福田区则在3月5日起实施提前预约、人车分离、集中接驳的全接驳模式。3月14日起，深港跨境运输加强管理措施。所有深港跨境货车入境深圳后，须在皇岗口岸、文锦渡口岸、深圳湾口岸接驳点实施陆路跨境运输集中接驳，深港跨境司机在上述口岸接驳点与内地接驳司机交接车辆。所有跨境司机须持24小时核酸检测阴性结果证明入境，同时每次入境时须在口岸区域进行核酸采样。3月19日起，深圳陆路口岸实施防范区和管控区分级管理，加强陆路口岸报关协查人员疫情防控管理措施。
3月25日，深圳市人民政府发布惠企纾困“三十条”，进一步减轻市场主体负担，帮助市场主体渡过难关，相关政策措施预计将为深圳市场主体减负超750亿元。

#### 惠州市
3月4日，惠州市大亚湾区对大亚湾西区美岸栖庭东湖阁A栋、B栋进行临时封控管理；对大亚湾西区美岸栖庭其他区域进行临时管控管理；对全区进行临时防范区管理，所有道路实施交通管制，管制期间人员原则上只进不出，非必要不离开，如因就医、特定公务等确需出入的，须持24小时内核酸检测阴性证明。因配合疫情管控而无法如期返岗返学的群众，由所在街道开具相关证明。大亚湾区市民群众非必要不离区、不出省，确需离区出省的，须持有48小时内核酸检测阴性证明。全区各类公交线路暂停服务，暂停举办大型聚集性活动，餐饮单位暂停堂食，室内密闭场所暂停营业，除农贸市场、农产品批发市场外的其他批发市场暂停营业，所有培训机构（含托管）暂停线下服务。各类药店暂停销售退热、抗生素、抗病毒、咳嗽感冒类药品，发现购药人有发热等可疑症状的要第一时间报告。同日晚，惠阳区文化广电旅游体育局发布紧急通知，即日起至3月15日24时，惠阳全区娱乐场所、互联网上网服务场所、室内体育场馆等密闭性文旅体场所暂时关停。3月25日，惠州市大亚湾区恢复22条公交线路区内运营。

#### 韶关市
3月15日，韶关市武江区划定碧水花城1期1栋、恒大城2期27栋为封控区，划定武江区碧水花城1期、恒大城2期为管控区，并划定了若干个防范区。广东韶关实验学校、武江区碧水花城幼儿园、曲江区大塘中学、曲江区大塘中心小学左村教学点暂时停课。武江区、浈江区暂停聚集性活动，室内密闭场所暂停营业，餐饮场所取消堂食。3月23日，韶关市武江区、浈江区餐饮单位有序恢复堂食，电影院、健身房、美容美发、足浴店等公共场所恢复营业。3月29日，韶关市武江区、浈江区所划定的封控区、管控区、防范区解除管控措施，有序恢复生产生活秩序。
4月12日，韶关市公安局通报，韶关确诊病例李某辉于3月11日从深圳返回韶关，在接到流调电话后没有及时进行核酸检测，并多次不佩戴口罩进入人员密集场所。翌日李某辉前往年辉诊所就诊，该诊所没有落实执行“四必查一询问”，未使用电子健康申报卡，造成疫情传播风险。公安机关已对李某辉采取刑事拘留强制措施，对年辉诊所负责人龚某辉、医生辛某采取刑事强制措施。

#### 珠海市
3月16日，珠海市珠海高新区划定唐家湾镇科技四路一号炬力科技园1栋、2栋、D栋以及金星路228号红树东岸公寓为封控区，划定创新四路-科技四路-创新三路-无名路围合区域为管控区，划定科技四路交创新三路以南段以及万科红树东岸小区（除封控区外）为防范区。珠海高新区唐家湾镇全域实行临时交通管制，非民生保障人员和车辆暂停出入，市际区际公交车暂停营运，广珠城际铁路珠海北站和唐家湾站不停站。3月18日，珠海高新区已完成两轮全员核酸检测，检测结果均为阴性，解除珠海高新区唐家湾镇全域临时交通管制。3月29日，珠海市珠海高新区所划定的封控区、管控区、防范区解除管控措施。

#### 东莞市
3月29日，东莞市樟木头镇划定香樟半岛小区5栋为封控区，划定香樟半岛小区5栋周边其余8栋高层楼宇为管控区，划定香樟半岛小区其余楼栋及相邻金惠润华府工地为防范区。东莞市塘厦镇划定碧桂园豪园11栋2单元为封控区，划定碧桂园豪园除11栋2单元以外其他区域为管控区，划定珠江御景峰、骏景花园为防范区。塘厦镇暂停举办所有聚集性活动，全镇室内密闭场所继续暂停开放，平山社区辖区所有餐饮单位暂停堂食，重点区域除生活超市、餐饮单位（只提供外卖服务）外，其他店铺暂停营业。4月12日，东莞市樟木头镇、塘厦镇所划定的封控区、管控区、防范区解除管控措施。

### 江苏省

#### 苏州市
3月16日晚，苏州市公安局相城分局通报，3月14日13时许，相城区疾控中心在对隔离点管控的王某昊核酸检测中发现检测结果呈阳性，经调查王某昊在核酸检测结果呈阳性后，未如实配合流行病学调查，故意隐瞒行程，导致其密切接触者（3月15日核酸检测结果呈阳性）未得到及时管控，致使新冠肺炎有传播扩散危险，其行为触犯了《中华人民共和国刑法》第三百三十条之规定，涉嫌妨害传染病防治罪。苏州市公安局相城分局已对其立案侦查，依法追究其刑事责任。

### 澳门特别行政区
2月14日，澳门特区政府新型冠状病毒感染应变协调中心宣布，自2月14日21时起，曾经到过深圳市光明区新湖街道同富裕工业区春天公寓的入境及已入境人士须按照卫生当局的要求在指定地点接受医学观察至离开当地后14天但最短不少于7天。
截至3月17日，澳门新型冠状病毒感染应变协调中心对曾经到过以下地点的入境及已入境人士采取不同级别的防疫措施：
- 曾经到过以下地点的人士，须在指定地点接受医学观察至离开当地后14天，但最短不少于7天；已入境人士亦须在澳门健康码上如实作出相应申报，并在指定地点接受医学观察至离开当地后14天，但最短不少于7天：
  - 盐田区沙头角边境特别管理区、沙头角街道桥东社区及部分海涛社区（桥东社区以东、金融路以南至海滨栈道）
  - 宝安区松岗街道沙浦洋涌工业区6路3号、燕罗街道罗田北区234号、西乡街道豪业华庭社区及海滨新村15栋空置建筑
  - 南山区南山街道南园村正五坊第17号、桃源街道欧陆经典花园2栋2单元、招商街道兰园社区、桃源街道龙都名园、西丽街道松坪村二期、招商街道松湖二路-松湖路-南海大道-兴海大道围合区域（包括南山区招商街道松湖公寓）、招商街道爱榕园、蛇口街道雷公岭村、桂湾三路–十一号路–创新九街–怡海大道–桂湾三路围合区域（包括南山区南山街道龙海家园第1栋）、南头街道大新新村北区、蛇口街道永乐新村
  - 龙华区龙华街道锦绣新村一区19栋、21栋、23栋
  - 福田区沙头街道上沙社区塘晏村7巷5号、园岭街道百花七路2号、香蜜湖街道金众街23号金众小区36栋、福田街道福田南路7号皇御苑9栋、沙头街道滨河大道9001号新洲大厦A栋、福保街道桂花路11号帝港海湾豪园D座、香蜜湖街道万科城市花园小区、福保街道益田村、福保街道福强小学、福保街道益田小学、福保街道深圳市第三高级中学初中部、福保街道深圳市福田外国语高级中学、福田街道岗厦村东四坊、莲花街道金色假日名苑小区、沙头街道沙嘴一坊
  - 罗湖区南湖街道沿河南路1070号罗湖金岸2栋5-33层住宅、南湖街道春风路2026-6号向西花园向贵楼6至23楼住宅
- 曾经到过以下地点的人士，须在指定地点接受医学观察至离开当地后14天，但最短不少于7天；已入境人士亦须在澳门健康码上如实作出相应申报，健康码将变为黄码及须接受自我健康管理至离开当地14天为止，期间须按第1、2、4、7、12天的时序接受核酸检测：
  - 龙岗区坂田街道旺塘一巷-在建工地东侧围栏-发达路-深圳实验学校坂田校区西侧外墙-旺塘九巷-雪围路-旺塘一巷形成的围合区域
- 离开南山区其他区域、福田区其他区域、罗湖区其他区域、龙岗区坂田街道其他区域、宝安区其他区域（不包括途经宝安区往返机场或客运码头）14天内的入境人士和已入境人士，留意自身健康状况，期间健康码不变黄色，但应主动按第1、4、7天的时序接受核酸检测。
- 离开深圳市其他区域21天内留意自身健康状况，出现任何新冠病毒感染疑似症状人士须立即就医及接受核酸检测。

4月4日，澳门特区政府新型冠状病毒感染应变协调中心宣布，自4月5日凌晨1时起，取消曾经到过深圳市宝安区、南山区、福田区、龙岗区、罗湖区、龙华区龙华街道锦绣新村一区19和23栋、盐田区沙头角街道桥东社区及部分海涛社区、边境特别管理区的人士须遵守的相关防疫措施。

## 后续
进入4月，深圳市本土疫情趋缓后，深圳市政府维持了常态化核酸的要求，市民出入所有公共场合、公共交通及社区均要求查验72小时内核酸阴性证明。这种政策一度有效地遏制了深圳市的本土疫情发展，及时的排查出了多个有传播威胁的感染源，但该政策没未能避免2022年6月深圳市2019冠状病毒病聚集性疫情的发生。
2022年6月18日，深圳市爆发新一轮冠病聚集性疫情，随后疫情呈现多点散发态势，进展迅速。6月25日，深圳市政府宣布该市下辖的中心城区福田区自当日0时起全区社区小区、城中村再次实施封闭式管理，暂定为期3天。截止2022年6月27日24时，该轮疫情深圳市本土疫情已累积30例严重急性呼吸系统综合征冠状病毒2感染病例，本土疫情规模已超2022年1月深圳市2019冠状病毒病聚集性疫情。